# Sachsen-Coburg-Eisenach
Sachsen-Coburg-Eisenach war ein Herzogtum im Heiligen Römischen Reich, von 1572 bis 1596 und 1633 bis 1638. Sein Territorium bestand aus zwei größeren Gebieten um Coburg sowie um Eisenach und Gotha.

## Geschichte
Das Herzogtum entstand durch die Erfurter Teilung 1572, mit der in Umsetzung der Beschlüsse des Reichstages zu Speyer von 1570 Coburg und Eisenach vom Herzogtum Sachsen-Weimar abgetrennt wurden, und den beiden Söhnen Johann Friedrich II. des Mittleren, Johann Casimir und Johann Ernst als Besitz übergeben wurde.
Da die beiden Prinzen zu diesem Zeitpunkt jedoch noch minderjährig waren, wurde das Land zunächst von einer Regentschaft regiert, die von Kurfürst August von Sachsen geführt wurde.
1586 wurde die Vormundschaft und die Regentschaft aufgehoben, und Johann Casimir und Johann Ernst traten gemeinsam die Herrschaft über das Herzogtum an. Johann Ernst zog sich jedoch schon bald auf sein Jagdschloss in Marksuhl zurück und verzichtete 1590 für fünf Jahre ganz an seiner Teilhabe an der Regierung des Landes. Nach Ende dieser Zeit einigten sich die beiden Brüder auf eine Landesteilung. Johann Casimir behielt Sachsen-Coburg, während Johann Ernst Sachsen-Eisenach erhielt. Da Johann Casimir 1633 kinderlos verstarb, erbte Johann Ernst dessen Besitzungen, noch einmal waren Coburg und Eisenach kurzfristig vereint. Da aber auch Johann Ernst 1638 kinderlos verstarb, endete damit die Linie der Herzöge von Sachsen-Coburg-Eisenach schon wieder, das Land wurde zwischen den anderen beiden zu diesem Zeitpunkt existierenden ernestinischen Linien Sachsen-Weimar und Sachsen-Altenburg aufgeteilt. 
Sachsen-Weimar und Sachsen-Coburg sollten danach nie wieder einem gemeinsamen Staat angehören.